# Indy Racing League

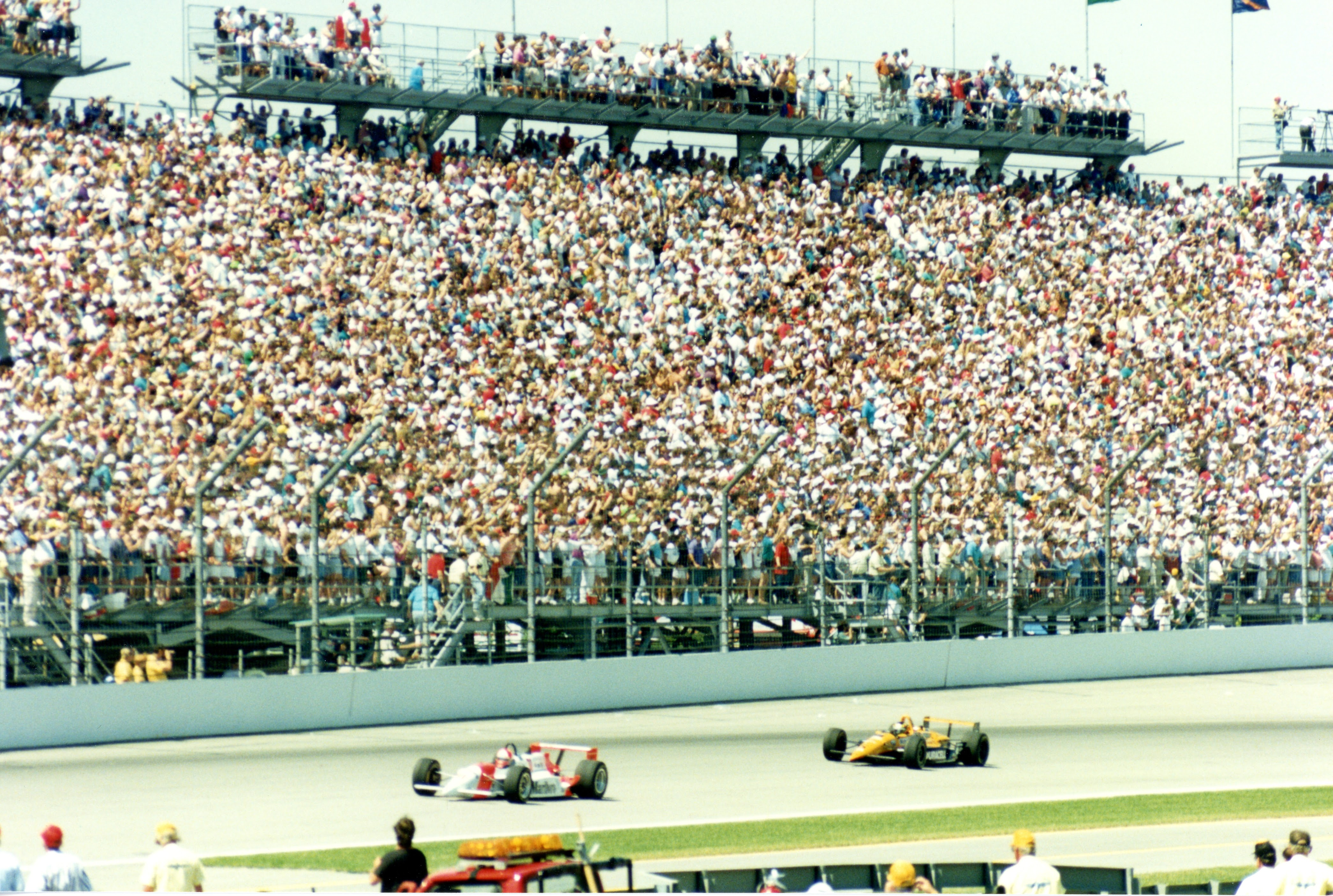
Indianapolis 500

Indy Racing League, IRL, även kallad Indycar, är en motorsportorganisation som driver serierna IndyCar Series och Indy Pro Series som till största delen körs i USA på racerbanor, stadsbanor och ovalbanor. En av deltävlingarna i IndyCar Series är den välkända Indianapolis 500.

## Historik
Indy Racing League hade sitt första race 1996 och har sedan 2003 använt namnet Indycar. Detta namn var fram till 1997 namnet på den serie som tidigare hette Champ Car World Series.
Indy Racing League och Champ Car förenades säsongen 2008, vilket betyder att Indianapolis 500, Long Beach Grand Prix och loppet Surfers Paradise i Australien därmed ingår i den nya serien.
Surfers Paradise utgår dock 2009 eftersom man inte kunnat komma överens om någon långsiktig planering.

## Mästare
| Säsong | Förare           | Tvåa              | Trea              |
| ------ | ---------------- | ----------------- | ----------------- |
| 1996   | Sharp / Calkins  | -                 | Robbie Buhl       |
| 1997   | Tony Stewart     | Davey Hamilton    | Eddie Cheever     |
| 1998   | Kenny Bräck      | Davey Hamilton    | Tony Stewart      |
| 1999   | Greg Ray         | Kenny Bräck       | Mark Dismore      |
| 2000   | Buddy Lazier     | Scott Goodyear    | Eddie Cheever     |
| 2001   | Sam Hornish Jr.  | Buddy Lazier      | Scott Sharp       |
| 2002   | Sam Hornish Jr.  | Hélio Castroneves | Gil de Ferran     |
| 2003   | Scott Dixon      | Gil de Ferran     | Hélio Castroneves |
| 2004   | Tony Kanaan      | Dan Wheldon       | Buddy Rice        |
| 2005   | Dan Wheldon      | Tony Kanaan       | Sam Hornish Jr.   |
| 2006   | Sam Hornish Jr.  | Dan Wheldon       | Hélio Castroneves |
| 2007   | Dario Franchitti | Scott Dixon       | Tony Kanaan       |
| 2008   | Scott Dixon      | Hélio Castroneves | Tony Kanaan       |